# Sigua
Sigua (Zegua, Segua), pleme američkih Indijanaca porodice Juto-Asteci, ogranka Nahua, nastanjeno u predkolumbovsko doba na Río Telorio uz Bahia de Almirante, današnja provincija Bocas del Toro,  na atlantskoj obali Paname. Sigue bi mogli pripadati populacijama koje su s Nahua teritorija u stara vremena migrirala prema jugu, u koje bi mogle biti i iste koje su dale porijeklo kasnijim Pipil i Desaguadero Indijancima. Dolaskom Kolumba 1502. godine na obalu Paname Sigue su već po svoj prilici živjeli u ovim krajevima, a stari dokumenti nazivaju ih i imenom Mejicanos, što bi moglo potvrđivati njihovo Nahua porijeklo. 
Možda su identični s plemenom Zegua iz kraja zapadno od rijeke río Sixaola. Swanton na svojoj listi navodi svako pleme zasebno.